# Burlioncourt
Burlioncourt település Franciaországban, Moselle megyében. Lakosainak száma 123 fő (2022. január 1.). Burlioncourt Château-Voué, Dalhain, Haboudange, Hampont, Obreck, Puttigny és Vannecourt községekkel határos.

## Népesség
A település népességének változása:
| Lakosok száma | 171  | 180  | 162  | 178  | 159  | 157  | 138  | 123  | 118  | 123  |
|               | 1968 | 1982 | 1990 | 2006 | 2013 | 2015 | 2017 | 2019 | 2020 | 2022 |